# 王皇后 (金宣宗)
仁圣皇后王氏（?—?），金宣宗完颜珣的皇后，中都人。父是平民王彦昌，母马氏，金宣宗淑妃王氏（即明惠皇后）的妹妹。

## 生平
其父王彦昌梦到两个玉梳化为月亮，不久二后出生，王彦昌死后，灵柩上长了有灵芝。完颜珣当翼王的时候，他哥哥金章宗下诏为诸王求美貌的平民女子，以广继嗣。当时，王氏姐妹与庞氏一起入翼王邸，完颜珣见王氏姿色端麗，又纳了她的姐姐。贞祐元年（1213年）九月封王氏为元妃，其姐为淑妃，庞氏为真妃。王淑妃生金哀宗完颜守绪，庞真妃生完顏守純，王元妃无子，养完颜守绪为己子。
贞祐二年（1214年）七月赐姓温敦氏，立为皇后。其姐则进封为元妃。同时追封王皇后曾祖王得寿为司空、冀国公，曾祖母刘氏为冀国夫人，祖父王璞为司徒、益国公，祖母杨氏为益国夫人，父亲王彦昌为太尉、汴国公，母亲马氏为汴国夫人。
贞祐三年（1215年），庄献太子（即完顏守忠）逝世，完颜守绪为皇太子。宣宗驾崩，哀宗完颜守绪即位。正大元年（1224年）正月尊王皇后为仁聖宮皇太后，其姐为慈圣宫皇太后，进封王彦昌为南阳郡王。
有说，在宣宗为王时，庄献太子的母亲为正妃，宣宗即位，尊为皇后。贞祐元年九月，下诏：“元妃某氏久奉侍于潜籓，已赐封于国号，可立为皇后。”同时也有一种说法，自王氏姊妹入宫后，皇后宠衰，不久出家为尼，王元妃遂被立为后，这都是王淑妃的阴谋。
王皇后姊妹受封之日，大风昏霾，黄气充塞天地。王氏梦见数万乞丐跟随其后，非常恶心。占卜者说：“后者，天下之母也。百姓贫窭，将谁诉焉？”王皇后遂敕令有司，在京城设粥与冰药。天兴元年壬辰（1232年）、天兴二年癸巳（1233年），河南饥馑。蒙古兵围汴京，加以大瘟疫，汴京之民，死者百余万，王皇后亲眼目睹。
哀宗孝满释服，将禘飨太庙，有司奏冕服作成，哀宗请仁圣、慈圣两宫王太后御内殿，试衣给她们看，两宫大悦。哀宗换上便服，奉觞为两宫上寿。仁圣王太后对哀宗说：“祖宗初取天下甚不易。何时使四方承平，百姓安乐，天子服此法服，于中都祖庙行禘飨乎？”哀宗说：“阿婆有此意，臣亦何尝忘。”慈圣王太后也说：“恆有此心，则见此当有期矣。”遂酌酒为上寿，幸尽而罢。正大八年（1231年），慈圣王太后去世。
天兴元年（1232年）冬，哀宗迁至归德府（今河南商丘）。二年（1233年）正月，哀宗遣近侍徒单四喜、术甲荅失不奉迎两宫。王太后在仁安殿，拿出铤金及七宝金洗，分赐给从行的忠孝军。当天夜里，两宫及柔妃裴满氏等乘马出宫，走到陈留，陈留城左右火起，王太后怀疑有蒙古兵，不敢前进。皇帝命王太后还宫。第二天，王太后入京住在徒单四喜家。不久，辇迎入宫。计划再次出逃时，京城陷落，王太后及诸妃嫔被蒙古兵北迁，不知所终。

## 名字
史书上没有记载王氏的名字。柏杨在其编著的《中国帝王皇后亲王公主世系录》一书，称其为王霓，其姐为王云，其出处不得而知。

## 延伸阅读
[在维基数据编辑]
 《金史·卷64》，出自脱脱《遼史》